# Eotetranychus paratremae
Eotetranychus paratremae är en spindeldjursart som beskrevs av Baker och Pritchard 1962. Eotetranychus paratremae ingår i släktet Eotetranychus och familjen Tetranychidae. Inga underarter finns listade i Catalogue of Life.